# Rencontres des cinémas d'Europe d'Aubenas
 (décembre 2015).
Si vous disposez d'ouvrages ou d'articles de référence ou si vous connaissez des sites web de qualité traitant du thème abordé ici, merci de compléter l'article en donnant les références utiles à sa vérifiabilité et en les liant à la section « Notes et références ».
Les Rencontres des Cinémas d'Europe sont un festival de cinéma d'art et d'essai français organisé depuis 1999 à Aubenas (Ardèche) par l'association Grand Écran / La Maison de l'Image. Depuis plus de 20 ans, lors de la 3e semaine de novembre, le festival présente un large panorama de la production cinématographique européenne, des leçons de cinéma et des échanges avec des professionnels du domaine.

## Ligne éditoriale
Se déroulant traditionnellement à Aubenas (Ardèche), la troisième semaine du mois de novembre, Les Rencontres des Cinémas d'Europe ont pour vocation de présenter des films d'Art et d'Essai réalisés dans les différents pays d'Europe.
Pendant une semaine, plus de 75 films (250 projections) issus de 20 pays européens sont programmés et des rencontres quotidiennes entre le public et les professionnels (réalisateurs, metteurs en scène, acteurs...) sont organisées.
Le festival comporte plusieurs sections, les Hommages, le Panorama, la section Jeune Public, le Focus sur un pays en lien avec le Fonds d'Analyse des SOciétés POlitiques - FASOPO (Turquie en 2010, Géorgie en 2011, Arménie en 2012, Pays de l'ex-Yougoslavie – Bosnie Croatie Serbie en 2013, Portugal en 2014) ou un thème. Il accueille également des Expositions, une Librairie (un fonds documentaire étant mis à disposition des festivaliers), la Radio du festival Fréquence 7, des ciné-concerts (en 2015 "L'Aurore" de Friedrich Wilhelm Murnau  avec le Quatuor Voce / organisation en lien avec les Saisons Musicales en Ardèche) ...

## Programmation et invités

### 2023 - 25e édition, du 18 au 26 novembre
- Panorama des films européens
- Focus : Sport et Cinéma, corps en mouvement, corps en devenir
- Hommage à Michel Ocelot
- Erwan le Duc
- Céleste Brunnquell
- Julie Roué
- Camille Octobre Laperche
- Claude Schmitz
- Jean Michel Bertrand
- Irmeli Debarle
- Benoît Chieux
- Tamara Stepanyan
- Itsaso Arana
- Noëlle Boisson
- Mona Achache
- Murielle Magellan
- Jean-Pierre Améris
- Valentin Couineau

### 2022 - 24e édition
- Panorama des films européens
- Focus : Jeunesse, genre(s) et sexualité(s)
- Hommage à Jacques Doillon
- Hommage à Igor Minaev
- Béatrice Thiriet
- Noémie Lvovsky
- David Ernaux-Briot
- Olivier Peyon
- Jérôme Diamant-Berger
- Esther Archambault
- Lisa Diaz
- Sylvie Verheyde
- Frank Cassenti
- Lily Regnault
- Noëlle Boisson
- Cristèle Alves Meira
- Jean Bouthors
- Enrico Masi
- Marine Laclotte
- Benoit Mariage
- Mikko Myllylahti
- Anne Morin
- Alexis Meynet

### 2018 -20eédition
- Panorama des films européens
- Focus Les Migrations
- Sonia Escolano
- Julie Bertuccelli
- Artem Iurchenko
- Caroline Capelle
- Ombline Ley
- André Wilms
- Michel Toesca
- Dominique Marchais
- Tereza Nvotová
- Terence Davies
- Jeanne Mascolo de Filippis
- Bruno Vienne
- Marion Vernoux
- Judith Davis

### 2017 -19eédition
- Rétrospective Irène Jacob
- Panorama des films européens
- Focus Asie Centrale
- Hommage à Manuel Pradal
- Pierre-William Glenn
- György Kristóf
- Samuel Bigiaoui
- Charles Garrad
- Charlotte Pouch
- Jean-Claude Guerre
- Coralie Russier
- Pierre Vinour
- Loubaki Loussalat
- Gérard Mordillat
- Alberto Morais
- Leonardo Di Costanzo
- George Ovashvili
- Jean-Pierre Améris
- Irène Jacob
- Pedro Pinho

### 2016 -18eédition
- Rétrospective Charles Berking et Andreï Kontchalovski
- Panorama des films européens
- Focus Bulgarie
- Vincent Bal
- Arthur Dupont
- Bertrand Tavernier
- Brahim Fritah
- Sébastien Betbeder
- Frédérique Dubreuil
- Charles Berling
- Pol Cruchten
- Julie Bertuccelli
- Andrei Kontchalovski

### 2015 -17eédition
- Rétrospective Le Western Spaghetti
- Panorama des films européens
- Focus Grèce Le Cinéma Grec au-delà du sirtaki
- Hommage à Alain Resnais en présence de Sylvette Baudrot
- John Goldschmidt
- Jerome Holder
- Anca Damian
- Brigitte Sy
- Delphine Chuillot
- Nicolas Pariser
- Philippe Ramos
- Quatuor Voce
- Pierre-William Glenn
- Frédéric Pelle
- Vincent Dieutre
- Jean Musy
- Arnaud Toussaint
- Daniela Lucato
- Filippos Tsitos
- Bruno Podalydès
- Orlanda Laforêt
- Alexander Nanau
- Margarita Manda

### 2014 -16eédition
- Rétrospective Les cinéastes de la Nouvelle vague
- Panorama des films européens
- Focus Portugal La nostalgie, regard critique sur le présent
- Hommage à Ariane Ascaride et Robert Guédiguian
- Jean-Pierre Améris
- Tamar van den Dop
- Subarna Thapa
- Manuel Martin Cuenca en partenariat avec la Cinéfondation du Festival de Cannes.
- Alphan Eseli
- Pános Koútras
- Ester Martin Bergsmark
- Quatuor Voce
- Pierre-William Glenn
- Ricky Rijneke
- George Ovashvili
- Jean Musy
- Tomislav Mrsic
- Robin Campillo
- Marianne Tardieu
- David André
- Susana de Sousa Dias
- Edouardo Lourenço
- Victor Pereira
- Jacques Lemière

### 2013 -15eédition
- Jean-Pierre Améris
- François Dupeyron
- Serge Avédikian
- Martin Turk en partenariat avec la Cinéfondation du Festival de Cannes.
- Jean-Claude Brisseau
- Sylvain Chomet
- Mahamat Saleh Haroun
- Antoine Héberlé
- Pierre-William Glenn
- Yves Jeuland
- Mila Turajlić
- Isidora Simijonovic
- Christophe Tourrette

### 2012 -14eédition
- Bruno Podalydès
- Gérard Mordillat
- Michale Boganim
- Emilie Atef en partenariat avec la Cinéfondation du Festival de Cannes.
- Angelina Nikonova
- Olga Dihovichnaya
- Niels Sejers
- Ana Dumitrescu
- Valérie Gaudissart
- Reza Serkanian
- Pierre Adrian Irlé
- Valentin Rotelli
- Mathieu et Anna Zeitindjioglu
- Franck Guérin
- Cassandre Manet
- Aleksandra Yermak
- Yann Peira
- Mathieu Pansard
- Elisabeth Dubreuil
- Laura Colombe

### 2011 -13eédition
- Benoît Jacquot
- Barbet Schroeder
- Isabel Coixet
- Slava Ross en partenariat avec la Cinéfondation du Festival de Cannes.
- Philippe Ramos
- Michal Zabka
- Lucie Sunkova
- Libor Pixa
- Aneta Zabkova
- Jaromir Plachy
- Dmitry Mamuliya
- Claude Lelouch
- Geoffrey Enthoven
- Fabrice Marquat

### 2010 -12eédition
- Jean-Pierre Améris
- Pierre Etaix
- Semih Kaplanoglu
- Gilles Jacob
- Serge Le Péron
- Arnaud Larrieu
- Jean-Marie Larrieu
- Bernadette Lafont
- Ventura Durral
- Mariana Otero
- Frédéric Pelle
- Manuel Pradal

### 2009 -11eédition
- Alain Cavalier
- Benoit Mariage
- Ulrich Seidl
- Alain Guiraudie
- Pierre-William Glenn
- Philippe Fernandez
- Dominique Marchais
- Julie Sokolowski
- Bruno Dumont
- Tony Gatlif

### 2008 -10eédition
- Jean-Louis Trintignant
- Jean-Pierre Darroussin
- Alain Tanner
- Pierre-William Glenn
- Fiona Gordon
- Dominique Abel
- FOLIMAGE- Benoit Chieux

### 2007 -9eédition
- Lucas Belvaux
- Davide Ferrario
- Pavel Lounguine
- Philippe Rombi
- Emmanuel Mouret
- Noémie Lvovsky
- Eric Guirado
- Philippe Ramos

### 2006 -8eédition
- Patrice Leconte
- Jeanne Balibar
- Raoul Ruiz
- Istvan Szabo
- Jacques Audiard
- Jerry Schatzberg
- 51 films
- 220 séances soit 12 500 entrées (dont 3 600 scolaires)[1]

### 2005 -7eédition
- François Ozon
- Alain Corneau
- Isild Le Besco
- Théo Angelopoulos
- Ettore Scola
- Diane Bertrand
- Lucile Hadzihalilovic

### 2004 -6eédition
- Bertrand Tavernier
- Yolande Moreau
- John Boorman
- Patrice Leconte

### 2003 -5eédition
- Noémie Lvovsky
- Nathalie Baye
- Claude Miller
- Lucian Pintilie
- Stephen Frears
- Marco Tullio Giordana

### 2002 -4eédition
- Michel Deville
- Otar Iosseliani
- Marco Bellocchio
- Nicole Garcia
- Romain Goupil

### 2001 -3eédition
- Laurent Cantet
- Benoît Jacquot
- Volker Schlöndorff
- Bertrand Tavernier
- Alain Guiraudie

### 2000 -2eédition
- Agnès Varda
- Robert Guediguian
- Mike Leigh

### 1999 -1reédition
- Francesco Rosi
- Séverine Caneele
- Dominique Cabrera